# Veliki Vrh (Bloke, Slovenija)
Veliki Vrh je naselje u slovenskoj Općini Bloki. Veliki Vrh se nalazi u pokrajini Notranjskoj i statističkoj regiji Notranjsko-kraškoj. 

## Stanovništvo
Prema popisu stanovništva iz 2002. godine naselje je imalo 68 stanovnika.